# Polyspatha
Polyspatha Benth. – rodzaj roślin z rodziny komelinowatych. Obejmuje trzy gatunki występujące w tropikalnej Afryce. 
Nazwa rodzaju pochodzi od greckich słów πολύ (poly – wiele) i σπαθή (spathi – szabla, spatha).

## Morfologia
PokrójWieloletnie rośliny zielne, wytwarzające rozłogi.
KorzenieWłókniste.
LiścieUlistnienie skrętoległe. Blaszki liściowe nagie (P. paniculata), owłosione odosiowo (P. oligospatha) lub obustronnie (P. hirsuta).
KwiatyZebrane w zmodyfikowany tyrs, na którego wydłużonej osi głównej położone są dwurzędowo siedzące podsadki, z których każda wspiera jedną (rzadziej do 3) siedzącą, zwartą dwurzędkę. Okwiat grzbiecisty. Listki zewnętrznego okółka wolne, niemal równej wielkości. Boczne listki wewnętrznego okółka paznokciowate, górny mniejszy, bez paznokcia. Nitki pręcików nagie, zrośnięte u nasady. Tylne trzy zredukowane do prątniczków, przednie trzy płodne.
OwoceDwukomorowe torebki, zawierające 1 nasiono w każdej komorze.

## Genetyka
Liczba chromosomów 2n wynosi 28.

## Systematyka
Pozycja systematycznaRodzaj z podplemienia Commelininae plemienia Commelineae podrodziny Commelinoideae w rodzinie komelinowatych (Commelinaceae).
Wykaz gatunków
- Polyspatha hirsuta Mildbr.
- Polyspatha oligospatha Faden
- Polyspatha paniculata Benth.